# Eclissi solare del 29 aprile 2014
L'eclissi solare del 29 aprile 2014 è un evento astronomico che ha avuto luogo il suddetto giorno dalle ore 3:52 UTC alle 8:14 UTC.
È stata visibile da Oceania occidentale ed Antartide.
L'eclissi maggiore è stata osservata alle coordinate 70.6S 131.3E, nel territorio antartico, alle ore 6:04 UTC.

## Simulazione zona d'ombra

Ombra generata dall'eclissi.